# Kuru (koninkrijk)
De Kuru's waren een stam uit de vedische tijd die een centrale rol speelden in de latere Veda's en het epos de Mahabharata. Het was het eerste staatje (janapada) in India en later een van de mahajanapada's, gesitueerd rond het huidige Meerut en Kurukshetra.
In de Rigveda komen de Kuru's pas voor in de latere delen die niet gecomponeerd zijn in vedisch Sanskriet, maar in de latere mantra-taal. De Kuru's worden veel genoemd in de Paippalada-Samhita, onderdeel van hun school (shakha) van de Atharvaveda, en in de overgeleverde samhita's van de Yajoerveda. Ze komen ook voor in de Saunakiya-Samhita, onderdeel van de shakha van de Atharvaveda van de Pancala.
De Kuru's komen in beeld nadat de Bharata, de overwinnaars van de Slag van de Tien Koningen, vanuit de Punjab naar de oostelijkere Gangesvlakte trokken. In dit Kurukshetra troffen zij de Kuru's die vijftig stammen verenigden tot een enkele superstam, al zouden er drie onderstammen te onderscheiden blijven. De laatste hymne van de Rigveda, RV 10.191, roept dan ook op tot eenheid.
Asandivat (de plaats met de troon) werd een belangrijk spiritueel en politiek centrum, al zal dat nog een tijdelijke nederzetting zijn geweest van de aanvankelijk nog semi-nomadische Kuru's. Andere namen voor oninklijke onderkomens (sadana) waren Nadapit en Rohitakula. Onder de Kuru's nam de macht van het stamhoofd (rajan) toe en werd deze meer een koning (ekarajan). Families met hogere status (rajanya) dwongen tribuut af van families met een lagere status (vish).
De Kuru's zetten een reformatie in gang van de rigvedische rituelen naar de shrauta-rituelen, waarbij bestaande rituelen, posities van priesters (ritvij) en teksten opnieuw werden ingedeeld en gerangschikt. Door tijdens deze Kuru-reformatie zoveel mogelijk terug te grijpen op de oude rituelen uit de rigvedische tijd werden de nieuwe rituelen te gelegitimeerd, een vroege vorm van sanskritisering. Zo werd hier het vuuroffer agnicayana voor het eerst uitgevoerd.
In deze mantra-periode werden de Samaveda en de zwarte Yajoerveda gecomponeerd. Naast deze samhita's stammen ook de vroegste brahmana's en aranyaka's uit dit gebied. Dat Kuru een mahajanapada was, impliceert dat deze uit meerdere culturen bestond en de Samaveda is dan ook afkomstig van een niet-Indo-Arische cultuur. Aan het begin van de mantra-periode waren de hotri van de oude Rigveda nog de meest prominente priester, maar gaandeweg verloren zij hun dominante positie aan de adhvaryu van de Yajoerveda.
De reformatie stimuleerde de verdere ontwikkeling en canonisering van de Veda's. Dit kan een politieke strategie zijn geweest van de mogelijk historische Kuru-koning Parikshit en zijn opvolger Janamejaya om hun dominantie zeker te stellen. Daarmee waren zij een belangrijke factor in de overgang van het vedisme naar het brahmanisme. Het zag ook de overgang van het vedisch Sanskriet naar de mantra-taal van de samhita's van de andere Veda's. De samenleving werd hervormd door de instelling van een sociale stratificatie in vier verschillende klassen of varna's. Niet-arya's werden daarin opgenomen als shudra, die evenwel uitgesloten waren van de rituelen. Daarmee was dit de eerste aanzet tot wat zou uitgroeien tot het Indische kastenstelsel.
De Kuru's gingen een verbond aan met de Panchala uit het oostelijker gelegen middenland Madhyadesha, wat met Kurukshetra het belangrijkste gebied werd en zo de eerste staat werd van de vedische tijd. Het verbond resulteerde onder meer in verschillende versies van de Yajoerveda. De shakha van Kathaka of Katha stamt uit Kurukshetra, terwijl de Taittiriya en Jaiminiya hun oorsprong hadden in Panchala. De Atharvaveda heeft een zeer diverse oorsprong en is deels mogelijk ouder dan de Rigveda, maar is in Kuru-Panchala gereconstrueerd.
Het min of meer vriendschappelijke Kuru-Panchala-verbond eindigde toen de Salva binnenvielen in Kurukshetra, waarna Madhyadesha het middelpunt werd van de Veda's.
Ten tijde van Gautama Boeddha was Kuru een kleine staat onder Koravya, terwijl het jaïnische Uttaradhyayana de Kuru-koning Isukara noemt als heerser van Isukara (mogelijk Hisar). Later zou Kuru zich omvormen tot een gana-sangha
De Mahabharata verhaalt over de twist om het koningschap over de Kuru's tussen de Pandava's en de Kaurava's, maar de historiciteit van deze Bharata-oorlog is verre van zeker. Elke clan zou zijn eigen hoofdstad hebben gehad, respectievelijk Indraprastha en Hastinapura.
Volgens de Matsya Purana en de Vayu Purana zou tijdens de regering van Nichakshu vanwege een grote overstroming de hoofdstad verplaatst zijn van Hastinapura naar Kaushambi.